# ピエール・ストール
ピエール・ストール（Pierre Stoll, 1922年10月15日 - 2006年）は、フランスの指揮者。
ミュルーズの生まれ。